# A Box of Dreams
Az A Box of Dreams Enya ír zeneszerző és énekesnő második válogatásalbuma, az első, ami box set formátumban jelent meg. 1997-ben adták ki. Három CD-ből áll, melyek címe Oceans („Óceánok”), Clouds („Felhők”) és Stars („Csillagok”); összesen 47 dalt tartalmaz Enya előzőleg megjelent albumairól és kislemezeiről.
Új anyag nem került rá, de szerepel rajta néhány olyan dal, ami korábban csak kislemez B oldalaként jelent meg: Eclipse, Morning Glory, Oriel Window és Willows on the Water. Enya angol, ír, latin, francia és spanyol nyelven is énekel az albumon.

## Dalok
| Oceans 1. Orinoco Flow – 4:26 2. Caribbean Blue – 3:58 3. Book of Days – 2:57 4. Anywhere Is – 3:46 5. Only If… – 3:20 6. The Celts – 2:57 7. Cursum Perficio – 4:05 8. I Want Tomorrow – 4:02 9. China Roses – 4:38 10. Storms in Africa – 4:12 11. Pax Deorum – 5:00 12. The Longships – 3:34 13. Ebudae – 1:52 14. On My Way Home – 3:38 15. Boadicea – 3:32 | Clouds 1. Watermark – 2:29 2. Portrait (Out of the Blue) – 3:15 3. Miss Clare Remembers – 1:57 4. Shepherd Moons – 3:41 5. March of the Celts – 3:20 6. Lothlórien – 2:09 7. From Where I Am – 2:25 8. Afer Ventus – 4:09 9. Oriel Window – 2:24 10. River – 3:11 11. Tea-House Moon – 2:45 12. Willows on the Water – 3:03 13. Morning Glory – 2:30 14. No Holly for Miss Quinn – 2:45 15. The Memory of Trees – 4:18 | Stars 1. Evening Falls… – 3:48 2. Paint the Sky with Stars – 4:18 3. Angeles – 4:03 4. Athair ar neamh – 3:44 5. La soñadora – 3:40 6. Aldebaran – 3:08 7. Deireadh an Tuath – 1:46 8. Eclipse – 1:34* 9. Exile – 4:20 10. On Your Shore – 3:59 11. Evacuee – 3:52 12. Marble Halls – 3:57 13. Hope Has a Place – 4:51 14. The Sun in the Stream – 2:58 15. Na Laetha Geal M'Óige – 3:59 16. Smaointe … – 6:08 |

Az Eclipse című dal valójában a Deireadh an Tuath más változata.